# Ein deutsches Album
Ein deutsches Album je německá verze třetího studiového alba Petera Gabriela s názvem Peter Gabriel (Melt). Album vyšlo v červenci 1980 pod značkou Charisma Records a jeho producentem byl Steve Lillywhite.

## Seznam skladeb
Autorem všech skladeb je Peter Gabriel.
| Strana 1 (LP) | Strana 1 (LP)                                                                                                | Strana 1 (LP) |
| Pořadí        | Název | Délka         |
| ------------- | --- | ------------- |
| 1.            | Eindringling                                                                                                 | 5:00          |
| 2.            | Keine Selbstkontrolle                                                                                        | 4:00          |
| 3.            | Frag mich nicht immer (kombinace instrumentální skladbou „Start“ a německé verze skladby „I Don't Remember“) | 6:04          |
| 4.            | Schnappschuß (ein Familienfoto)                                                                              | 4:26          |
| 5.            | Und durch den Draht                                                                                          | 4:28          |

| Strana 2 (LP)  | Strana 2 (LP)         | Strana 2 (LP) |
| Pořadí         | Název                 | Délka         |
| -------------- | --------------------- | ------------- |
| 1.             | Spiel ohne Grenzen    | 4:07          |
| 2.             | Du bist nicht wie wir | 5:32          |
| 3.             | Ein normales Leben    | 4:21          |
| 4.             | Biko                  | 8:55          |
| Celková délka: | Celková délka:        | 45:32         |

## Obsazení
- Peter Gabriel – zpěv, klavír, syntezátor, basový syntezátor, perkuse
- Kate Bushová – doprovodný zpěv v „No Self Control“ a „Games Without Frontiers“ (také v „I Don't Remember“, ale není to uvedeno na obalu alba)
- Jerry Marotta – bicí, perkuse
- Larry Fast – syntezátor, basový syntezátor
- Robert Fripp – kytara v „I Don't Remember“ a „Not One of Us“
- John Giblin – baskytara
- Dave Gregory – kytara
- Tony Levin – Chapman Stick v „I Don't Remember“
- Phil Collins – bicí v „Intruder“ a „No Self Control“, virbl v „Family Snapshot“, surdo v „Biko“
- Dick Morrissey – saxofon
- Morris Pert – perkuse
- David Rhodes – kytara, doprovodný zpěv
- Paul Weller – kytara v „And Through the Wire“
- Dave Ferguson - screeches v „Biko“
- Jule von Koenigsberg – překlad, kytara v „Durch den Draht“